# Heinz Zubek
Heinz Zubek (* 16. Juni 1950 in Lobenstein) war Fußballspieler in der DDR-Oberliga, der höchsten Spielklasse des DDR-Fußballverbandes. Dort spielte er für die BSG Wismut Gera.

## Sportliche Laufbahn
Bereits mit acht Jahren begann Zubek bei der Betriebssportgemeinschaft (BSG) Empor Lobenstein Fußball zu spielen. Daneben entdeckte er sein Interesse für die Leichtathletik und wurde 1963 von seiner BSG zur Kinder- und Jugendsportschule Bad Blankenburg delegiert, auf der er zum Sprinter ausgebildet werden sollte. Als 18-Jähriger kehrte Zubek zum Fußball zurück und spielte bis 1972 bei der BSG Wismut Aue. Dort schaffte er es jedoch nicht, sich in die Oberligamannschaft zu spielen, sodass er zur Saison 1972/73 zur BSG Wismut Gera ausdelegiert wurde. Mit Zubek entwickelten sich die Geraer zu einer Spitzenmannschaft in der zweitklassigen DDR-Liga. 1974 und 1975 scheiterten sie noch in den Aufstiegsrunden zur DDR-Oberliga, doch 1977 gelang der Aufstieg in die Erstklassigkeit. Zubek war schon 1974 mit neun Treffern Geras zweitbester Torschütze hinter Udo Korn (11) geworden, in der Aufstiegssaison 1976/77 schoss er als bester Geraer 17 Meisterschaftstore und erreichte damit Platz drei der DDR-Liga-Torschützenliste. Am Aufstieg war Zubek mit 28 von 30 Meisterschafts- und Aufstiegsspielen beteiligt, in der Aufstiegsrunde schoss er in den acht Spielen noch einmal drei Tore.
In der Oberligasaison 1977/78 wurde Zubeck zunächst in den ersten fünf Punktspielen als Stürmer eingesetzt, danach wurde er bis zum 14. Spieltag nur noch unregelmäßig aufgeboten. Für den Rest der Saison spielte er nicht mehr in der 1. Mannschaft. Da Wismut Gera bereits nach einem Jahr wieder aus der Oberliga abstieg, kam Zubek nur in zwölf Oberligaspielen zum Einsatz, sein einziges Oberligator schoss der etatmäßige Stürmer am 11. Spieltag in der Begegnung Hallescher FC Chemie – Wismut Gera, als er bei der 2:4-Niederlage den zwischenzeitlichen Ausgleich zum 1:1 erzielte.
Zubek blieb auch nach dem Abstieg bei Wismut Gera und spielte mit der Mannschaft weitere sechs Spielzeiten in der DDR-Liga. Zur Saison 1981/82 wurde er zum Mannschaftskapitän ernannt und schloss die Saison mit 22 Treffern erneut als Torschützenkönig der DDR-Liga ab. In der Saison 1983/84 wurde er nur noch in der Hinrunde eingesetzt, danach beendete er 33-jährig seine Laufbahn als Fußballspieler im Leistungsbereich. Anschließend war er neben seinem Beruf als Ingenieur-Ökonom bei Wismut Gera Nachwuchsleiter, Geschäftsführer und Leiter der Sektion Fußball. 1987 wechselte er zur BSG Elektronik Gera, wo er sich 1990 maßgeblich an der Umstrukturierung zum FC Blau Weiss beteiligte. Anschließend wirkte er ein Jahr lang als Vereinsvorsitzender, später als stellvertretender Vorsitzender.